# Bruno D’Arsié
Bruno D’Arsié (ur. 3 lipca 1960 w Pfäffikonie) – szwajcarski kolarz przełajowy, szosowy i górski, brązowy medalista przełajowych mistrzostw świata.

## Kariera
Największy sukces w karierze osiągnął w 1985 roku, kiedy zdobył brązowy medal w kategorii amatorów podczas przełajowych mistrzostw świata w Monachium. W zawodach tych wyprzedzili go jedynie Mike Kluge z NRD oraz kolejny Szwajcar, Beat Schumacher. Był też między innymi czwarty w tej samej kategorii na rozgrywanych trzy lata później mistrzostwach świata w Hägendorfie, przegrywając walkę o podium z Duńczykiem Henrikiem Djernisem. Startował także w kolarstwie szosowym i górskim, jednak bez większych sukcesów. Nigdy nie wystąpił na igrzyskach olimpijskich. W 1992 roku zakończył karierę.